# 荚状高积云
荚状高积云（学名：Altocumulus lenticularis，缩写：Ac len 或 Ac lent )，是高积云的一种。荚状高积云亦具有高积云的特征：由片状的、形似透镜或杏仁的云组成；云体通常被拉得很长，且有清晰可辨的轮廓；云体在一定程度上相互分离，通体光滑，云身洁白，时而有虹彩出现。相比荚状卷积云，荚状高积云的云体通常更厚、高度通常更低。

## 注解
1. ↑  中国大陆标准，参考 GB/T35222-2017《地面气象观测规范 云》